# رغل أشعث الزهر
الرغل أشعث الزهر (الاسم العلمي: Atriplex lasiantha) هو نوع نباتي يتبع جنس الرغل من الفصيلة القطيفية.

## الموئل والانتشار
هو أصيل في بلاد الشام ودخيل في مصر والمغرب العربي.

## مرادفات للاسم العلمي
- (باللاتينية: Atriplex autranii Post)